# Wilhelm Friedrich Dinkelacker
Wilhelm Friedrich Dinkelacker (* 25. September 1806 in Sindelfingen, Königreich Württemberg; † 25. Mai 1884 in Tuttlingen) war ein deutscher Lehrer und Abgeordneter im württembergischen Landtag als Vertreter des Oberamts Tuttlingen.

## Politische Karriere
Wilhelm Friedrich Dinkelacker arbeitete als Oberlehrer in Tuttlingen (Schwarzwaldkreis). Mit der Wahl 1862 war er Abgeordnete als Nachfolger von Karl Friedrich Leypoldt. 1868 wurde Dinkelacker durch Christian Storz abgelöst.